# Gemona del Friuli
Gemona del Friuli é uma comuna italiana da região do Friuli-Venezia Giulia, província de Udine, com cerca de 11.040 habitantes. Estende-se por uma área de 56 km², tendo uma densidade populacional de 197 hab/km². Faz fronteira com Artegna, Bordano, Buja, Lusevera, Montenars, Osoppo, Trasaghis, Venzone.

## Demografia
| Variação demográfica do município entre 1861 e 2011                               |
|                                                                                   |
| Fonte: Istituto Nazionale di Statistica (ISTAT) - Elaboração gráfica da Wikipedia |